# مارك رينولدز
مارك رينولدز (بالإنجليزية: Mark Reynolds)‏ (7 مايو 1987 في المملكة المتحدة - ) هو لاعب كرة قدم بريطاني في مركز الدفاع. شارك مع منتخب اسكتلندا تحت 20 سنة لكرة القدم ومنتخب اسكتلندا تحت 21 سنة لكرة القدم ومنتخب اسكتلندا الثانوي لكرة القدم ‏. أما مع النوادي، فقد لعب مع شيفيلد وينزداي ونادي أبردين ونادي ماذرويل.

## وصلات خارجية
- مارك رينولدز على موقع قاعدة بيانات كرة القدم.إي يو (الإنجليزية)
- مارك رينولدز على موقع Soccerbase.com (لاعب) (الإنجليزية)
- مارك رينولدز على موقع Soccerway.com (الإنجليزية)